# Krušetnica
Krušetnica (Hongaars: Krusetnica) is een Slowaakse gemeente in de regio Žilina, en maakt deel uit van het district Námestovo.
Krušetnica telt 943 inwoners.